# Europese kampioenschappen indooratletiek 2023 – zevenkamp
De zevenkamp op de Europese indoorkampioenschappen van 2023 vond plaats op 4 maart en op 5 maart 2023 en werd gehouden op de shorttrackbaan van Ataköy Arena in Istanbul in Turkije. Het was de vijfendertigste keer dat dit onderdeel op het programma stond.
De zevenkamp voor mannen werd gewonnen door de Fransman Kévin Mayer met 6348 punten dat de nieuwe Europese leiding betekende. De Noor Sander Skotheim werd tweede met 6318 punten dat een nationaal record betekende. Het brons ging naar de Est Risto Lillemets met 6079 punten

## Records
Voorafgaand aan het toernooi waren dit het Wereldrecord, Europees record, Kampioenschapsrecord en de Wereld-, Europese leiding.
| Wereldrecord         | Ashton Eaton  | 6645 | Istanbul | 10 maart 2012    |
| Europees record      | Kevin Mayer   | 6479 | Belgrado | 5 maart 2017     |
| Kampioenschapsrecord | Kevin Mayer   | 6479 | Belgrado | 5 maart 2017     |
| WL                   | Kyle Garland  | 6415 | Lubbock  | 27 januari 2023  |
| EL                   | Simon Ehammer | 6292 | Aubière  | 19 februari 2023 |

## Resultaten
| Nr.    | Atleet                            | 60 m       | ver         | kogel       | hoog       | 60 m h      | polshoog    | 1000 m         | Punten  |
| ------ | --------------------------------- | ---------- | ----------- | ----------- | ---------- | ----------- | ----------- | -------------- | ------- |
| Goud   | Kévin Mayer Frankrijk             | 6,85SB 936 | 7,41SB 913  | 15,81 840   | 1,98SB 785 | 7,76SB 1043 | 5,30SB 1004 | 2.44,20SB 898  | 6348 EL |
| Zilver | Sander Skotheim Noorwegen         | 7,05 865   | 7,60 960    | 14,09 734   | 2,19CR 982 | 8,05 969    | 5,00PR 910  | 2.37,82PR 898  | 6318 NR |
| Brons  | Risto Lillemets Estland           | 7,05 865   | 6,91 792    | 14,59SB 787 | 2,07PR 868 | 8,05 969    | 5,10PR 941  | 2.39,50PR 879  | 6079 SB |
| 4      | Manuel Eitel Duitsland            | 6,81SB 951 | 7,19SB 859  | 15,27PR 806 | 2,01PR 813 | 8,15SB 944  | 4,80SB 849  | 2.46,26PR 825  | 6047 NR |
| 5      | Jorge Ureña Spanje                | 6,96 897   | 7,25 847    | 13,58 703   | 2,01SB 813 | 7,83 1025   | 4,80 849    | 2.46,26 805    | 5566    |
| 6      | Ondřej Kopecký Tsjechië           | 7,09 851   | 7,36 900    | 13,57 702   | 1,92 731   | 8,15 944    | 4,80 849    | 2.45,36PR 815  | 5792    |
| 7      | Tim Nowak Duitsland               | 7,37SB 755 | 7,06SB 828  | 14,94SB 786 | 1,95SB 685 | 8,23SB 925  | 4,70SB 819  | 2.44,45PR 825  | 5727 SB |
| 8      | Marcus Nilsson Zweden             | 7,39 749   | 6,82SB 771  | 14,77 776   | 1,95SB 758 | 8,56 846    | 5,10 941    | 2.43,39PR 836  | 5948 SB |
| 9      | Makenson Gletty Frankrijk         | 6,96 897   | 7,18PR 857  | 16,07PR 856 | 1,95SB 758 | 8,06 967    | NM          | 2.46,93 798    | 5133    |
| 10     | Hans-Christian Hausenberg Estland | 6,86 933   | 7,81SB 1012 | 13,63SB 706 | 1,95SB 758 | 8,00 982    | NM          | 3.06,57 SB 601 | 4992 SB |
| 11     | Kai Kazmirek Duitsland            | 7,19SB 816 | 7,01 816    | 13,94SB 725 | 1,95SB 758 | 8,25 920    | 4,80SB 4884 | DNS            | DNF     |
| 12     | Maicel Uibo Estland               | 7,31 775   | 7,16SB 852  | 14,69 771   | DNS        | DNS         | DNS         | DNS            | DNF     |
| 13     | Dario Dester Italië               | 6,93 907   | 7,28 881    | DNS         | DNS        | DNS         | DNS         | DNS            | DNF     |
| 14     | Simon Ehammer Zwitserland         | 6,80SB 955 | NM          | DNS         | DNS        | DNF         | DNS         | DNS            | DNF     |

o geldige poging | x ongeldige poging | - poging overgeslagen | NM Geen geldig resultaat | WR Wereldrecord | CR Kampioenschapsrecord | AR Continentaal record | NR Nationaalrecord | WL Wereldleiding | EL Europese leiding | SB Beste seizoenprestatie | =SB Evenaring beste seizoenprestatie | PB Persoonlijk record | =PB Evenaring persoonlijk record